# Ленинградское суворовское военное училище МВД
Ленинградское Суворовское пограничное военное училище МВД СССР — военное образовательное учреждение, располагавшееся в г. Кутаиси (с 1943 по 1946 годы) и в Ленинграде (с 1946 по 1960 год).

## История
В августе 1943 года руководство НКВД вышло в СНК СССР с предложением об открытии Суворовских военных училищ НКВД. 4 сентября 1943 года СНК СССР принял постановление № 946 о создании Суворовских военных училищ НКВД в городах Кутаиси и Ташкенте.
Первый выпуск состоялся в Кутаиси в 1946 году: 55 выпускников, двое — с золотыми медалями. В 1946 году постановлением СМ СССР от 4 мая — училище было переведено в город Петродворец Ленинградской области и стало именоваться Ленинградским Суворовским пограничным военным училищем МВД. В отличие от алых погон и лампас суворовцев Советской Армии, в училище погоны и лампасы были василькового (по крайней мере, в 57-60 годах — зелёного) цвета.

## Деятельность
В Кутаисском СВУ НКВД должна была осуществляться подготовка преимущественно сыновей офицеров, генералов и вольнонаемных сотрудников войск и органов НКВД и НКГБ для поступления в военные училища и дальнейшей службы в этих ведомствах в офицерском звании. Приказы №№ 605 и 606 от 27 сентября 1943 года Наркома внутренних дел СССР на многие годы определили порядок комплектования, обучения и воспитания в СВУ НКВД. Непосредственно делами СВУ НКВД в 1943 году занимались Нарком внутренних дел СССР генерал-полковник В.Н.Меркулов, его заместители генерал-лейтенант Аполлонов А.Н., генерал-лейтенант Соколов Г.Г., а также работники управления военно-учебных заведений НКВД СССР.
В 1946 году личному составу Кутаисского СВУ МВД пришлось всё начинать с начала. Постановлением СМ СССР от 4 мая оно было передислоцировано в Петродворец Ленинградской области и 30 июля суворовцы прибыли к новому месту учёбы. Военный городок, где расположилось училище, носил раны, полученные в годы фашистской оккупации. В городке в 1946 году было сделано немало курсантами пограничного училища, но значительная часть работы выпала, на долю военных строителей, а также и на суворовцев. На бывшем плацу зашумела березовая роща, на площадке перед главным зданием появился бюст А. В. Суворова, на невысоком постаменте - гипсовая группа «Пограничник с собакой». Понятие «Суворовский городок» прочно вошло в жизнь возрожденного Петродворца и осталось в памяти горожан.
Расформирование СВУ МВД началось в условиях очередной перестройки государственных силовых структур. В начале 1960 года высшими органами власти и управления страны было принято решение о сокращении Вооружённых Сил на 1 млн 200 тысяч человек. Оно коснулось органов МВД и КГБ при СМ СССР. 13 января 1960 года указом Президиума Верховного Совета СССР МВД СССР училище было упразднено, а его функции переданы МВД союзных республик. 29 марта 1960 года председатель КГБ при СМ СССР А. Н. Шелепин направил записку в СМ СССР с предложением расформировать ЛСПВУ КГБ. Ленинградское СПВУ КГБ прекратило существование 20 октября 1960 года. Осенью 1960 года суворовцам расформированного ЛСПВУ КГБ было предложено продолжить обучение в Свердловском Суворовском военном училище.

### Руководители училища
- 1943—1954 — генерал-майор Гурьев, Сергей Степанович
- 1954—1960 — полковник Недосекин, Александр Яковлевич

### Выпускники училища
- Николаев, Евгений Иванович — полковник, Герой Социалистического Труда.
- Маркарьянц, Герман Михайлович — контр-адмирал.
- Попов, Александр Алексеевич — полковник, окончил Московское пограничное военное училище и Военную академию имени М. В. Фрунзе, служил начальником мобилизационного аппарата войск Главного управления Пограничных войск КГБ СССР.
- Дворкин, Владимир Зиновьевич - генерал-майор, учёный, профессор, начальник 4-го ЦНИИ МО РФ (1991-2003), главный научный сотрудник Института мировой экономики и международных отношений РАН, руководитель Центра исследования проблем стратегических ядерных сил.

## См.также
- Санкт-Петербургское Суворовское военное училище
- Санкт-Петербургское Суворовское военное училище МВД